# Підірванний Євген Леонідович
Євген Леонідович Підірванний (9 квітня 1978, Жданов, Українська РСР, СРСР) — український баскетболіст, атакувальний захисник.

## Біографія
Народився 9 квітня 1978 року у Жданові Української РСР.
Виступав на позиції атакувального захисника за баскетбольні клуби «Азовмаш», «Миколаїв», «Сумихімпром». Майстер спорту України.
У 2000-х роках був членом національної збірної України. У 2005 році у складі збірної став срібним призером Універсіади в Туреччині.
Після завершення спортивної кар'єри працює тренером.

## Досягнення

### У складі збірної
- Срібний призер Універсіади 2005

### Клубні
- 4-разовий чемпіон України (2005/2006, 2006/2007, 2007/2008, 2009/2010)
- 2-разовий володар Кубка України (2005/2006, 2007/2008).
- фіналіст Кубка України 2000/2001